# Карпилівка (Луцький район)
Карпи́лівка — село Україні, у Луцькому районі Волинської області. Входить до складу Цуманської селищної громади. Населення становить 2154 осіб.

## Географія
Село розташоване на лівому березі річки Путилівки.

## Історія
У 1906 році село Цуманської волості Луцького повіту Волинської губернії. Відстань від повітового міста 40 верст, від волості 9. Дворів 50, мешканців 374.
19 липня 2020 року, в результаті адміністративно-територіальної реформи та ліквідації Ківерцівського району, село увійшло до складу Луцького району.

## Населення
Згідно з переписом УРСР 1989 року чисельність наявного населення села становила 1508 осіб, з яких 735 чоловіків та 773 жінки.
За переписом населення України 2001 року в селі мешкало 1687 осіб.

### Мова
Розподіл населення за рідною мовою за даними перепису 2001 року:
| Мова       | Відсоток |
| ---------- | -------- |
| українська | 99,88 %  |
| російська  | 0,12 %   |